# Планине у Северној Македонији
Северна Македонија је углавном планинска земља. 
Средња надморска висина терена је 850 метара. 
Скоро 80% државе отпада на планине и брда. 
Планине Северне Македоније се деле на две групе: Динарске и Родопске планине. 
Родопске планине су старије и протежу се у источном делу Републике Македоније. 
Динарске планине су млађе по пореклу и оне се налазе у западном и централном делу државе. 
Динарске планине се деле у три подгрупе: подручје око реке Вардар, подручје око долине Пелагонија и подручје у северозападном делу Северне Македоније.
Следи списак најбитнијих планина у Северној Македонији:
- Кораб (2.764 m)
- Шар планина (2.747 m)
- Баба (2.601 m)
- Јакупица (2.540 m)
- Ниџе (2.521 m)
- Дешат (2373 m)
- Крчин (2.341 m)
- Галичица (2.288 m)
- Стогово (2.273 m)
- Јабланица (2.257 m)
- Осогово (2.252 m)
- Бистра (2.163 m)
- Беласица (2.029 m)
- Плакенска планина
- Конечка планина
- Малешевска планина
- Плачковица
- Бушева
- Бабуна
- Огражден
- Селечка планина
- Скопска Црна Гора